# Syrrhopeus agelastoides
Syrrhopeus agelastoides är en skalbaggsart som beskrevs av Francis Polkinghorne Pascoe 1865. Syrrhopeus agelastoides ingår i släktet Syrrhopeus och familjen långhorningar. Inga underarter finns listade i Catalogue of Life.